# Stebbing
Stebbing – wieś w Anglii, w hrabstwie Essex, w dystrykcie Uttlesford. Leży 19 km na północ od miasta Chelmsford i 57 km na północny wschód od Londynu. W 2001 miejscowość liczyła 1,290 mieszkańców. W miejscowości znajduje się kościół zwany Church of St Mary the Virgin.